# ساتمارچکه
ساتمارچکه (به مجاری:  Szatmárcseke) یک منطقهٔ مسکونی در مجارستان است که در سابولچ-ساتمار-برگ واقع شده‌است. ساتمارچکه ۳۶٫۳۱ کیلومتر مربع مساحت و ۱٬۵۵۸ نفر جمعیت دارد.